# Колчинский, Эдуард Израилевич
Эдуа́рд Изра́илевич Колчинский (16 сентября 1944 — 24 января 2020) — советский и российский философ

, историк (историк науки), доктор философских наук, профессор, директор Санкт-Петербургского филиала Института истории естествознания и техники имени Вавилова с 1995 по 2015 год. Специалист в области эволюционизма.
Автор более 1000 научных и научно-популярных публикаций, в том числе нескольких десятков монографий.

## Биография
Родился 16 сентября 1944 года в городе Карталы Челябинской области, в юности работал рабочим связи и сигнализации на Южно-Уральской железной дороге, затем — рабочим, техником и старшим техником в изыскательской партии Дорожно-проектной службы Южно-Уральской железной дороги.
В 1964 году поступил на философский факультет Ленинградского государственного университета, окончил его в 1969 году, затем учился в аспирантуре в Ленинградском отделении Института истории естествознания и техники АН СССР (ЛО ИИЕТ), окончил её в 1972 году. С 1969 по 1975 год — младший научный сотрудник ЛО ИИЕТ, с 1975 по 1978 год — младший научный сотрудник Ботанического института имени Комарова. С 1978 до самой кончины работал в ЛО ИИЕТ: младшим научным сотрудником, старшим научным сотрудником, ведущим научным сотрудником, главным научным сотрудником. С 1995 по 2015 год возглавлял Санкт-Петербургский филиал Института истории естествознания и техники имени Вавилова; с 1998 до конца жизни — заведующий сектором истории эволюционной теории и экологии.
К периоду обучения в университете относится знакомство Колчинского с историком науки, эволюционистом К. М. Завадским (1910—1977), который отличался «эрудицией, оригинальностью мышления, честностью и открытостью, уважением к чужому мнению». Именно Завадский пробудил в нём интерес к вопросам философского осмысления истории биологии вообще и проблемам истории эволюционного учения в частности.
После того, как Колчинский возглавил Санкт-Петербургский филиал ИИЕТ, его исследования в большей степени стали посвящены проблемам социальной истории науки, описанию и нахождению закономерностей взаимодействия между учёными и властью, механизмам нахождения компромисса между интеллектуальными и политическими кругами общества.
Кандидат философских наук (1973, диссертация «Проблема изменяемости законов органической эволюции», руководитель — К. М. Завадский), доктор философских наук (1986, диссертация «Философско-методологический анализ проблемы „эволюция эволюции“»).
Преподавал в Ленинградском сельскохозяйственном институте (сейчас — Санкт-Петербургский государственный аграрный университет; 1973—1974, ассистент), Ленинградском Педагогическом институте (сейчас — Российский государственный педагогический университет имени А. И. Герцена; исполняющий обязанности доцента, 1973—1980), Ленинградском государственном университете (сейчас — Санкт-Петербургский государственный университет; ассистент философского факультета, 1979—1987; доцент факультета философии и политологии, 1993—1998; профессор этого же факультета, 1998—2003 и 2005—2010); Ганноверском университете (приглашённый профессор, 2001—2007), Санкт-Петербургском государственном политехническом университете (сейчас — Санкт-Петербургский политехнический университет Петра Великого; профессор Гуманитарного института, 2005—2007), Университете Цинхуа (приглашённый профессор, 2005).
Лауреат премии имени Е. В. Тарле в области исторических наук Правительства Санкт-Петербурга и Санкт-Петербургского научного центра РАН (2013).
Умер 24 января 2020 года. Похороны состоялись 27 января в Санкт-Петербурге на Серафимовском кладбище.

## Вклад в науку
Основные темы научных исследований — история эволюционного учения, социальная история АН СССР, история науки в Санкт-Петербурге (Петрограде, Ленинграде); сравнительный межстрановой анализ развития науки в периоды кризисов, философские проблемы биологии. Работы Колчинского внесли большой вклад в решение ряда задач в области философии науки и методологии науки. В работах, посвящённых эволюционизму, им были реконструированы основные этапы развития этого учения в России — и в мире в целом. Кроме того, для различных биологических дисциплин им были выявлены те социальные факторы, которые оказали влияние на их становление.

## Основные работы
Книги
- Завадский К. М., Колчинский Э. И. Эволюция эволюции. Историко-критические очерки проблемы. Л., 1977.
- Колчинский Э. И., Орлов С. А. Философские проблемы биологии в СССР (20-е — начало 60-х гг.). Л.: Изд-во АН СССР, 1990. 96 с.
- На переломе: советская биология в 20—30-х годах / Под ред. Э. И. Колчинского. СПб.: СПбФ ИИЕТ РАН, 1997. 345 с.
- В поисках советского «союза» философии и биологии: дискуссии и репрессии в 20-х — начале 30-х гг. СПб.: Дмитрий Буланин, 1999. 273 с.
- Неокатастрофизм и селекционизм: вечная дилемма или возможность синтеза? СПб., Наука, 2002. 554 c. ISBN 5-02-026174-2.
- Эрнст Майр и современный эволюционный синтез. М.: Тов-во науч. изд. КМК, 2006. 149 с.
- Биология Германии и России — СССР в условиях социально-политических кризисов первой половины XX века (между либерализмом, коммунизмом и национал-социализмом). СПб.: Нестор-История, 2007. 638 с.
- Биология в Санкт-Петербурге 1703‒2008. Энциклопедический словарь / ред.-сост. Э. И. Колчинский, А. А. Федотова. СПб.: Нестор-История, 2011.
- Историко-научное сообщество в Ленинграде — Санкт-Петербурге в 1950—2010-е годы (к 60-летию Санкт-Петербургского филиала Института истории естествознания и техники РАН им. С. И. Вавилова). СПб.: Нестор-История, 2013. 448 с., ил.
- Кирилл Михайлович Завадский. 1910—1977. СПб.: Нестор-История, 2013. 320 с. («Научно-биографическая литература»).

Статьи
- Диалектизация биологии (дискуссии и репрессии в 20-е начале 30-х гг. XX в.) // Вопросы истории естествознания и техники. 1997. № 1. С. 39—64.
- В защиту дарвинизма // Научное наследие Л. Я. Бляхера и его развитие на современном этапе. К 100-летию со дня рождения. М.: ИИЕТ РАН, 2001. С. 48—66.
- История биологии в Санкт-Петербурге: истоки, традиции и новации // Историко-биологические исследования. 2013. Т. 5. № 3. С. 9—42.
- Так вспоминается, или ещё одно лжесвидетельство // Политическая концептология. 2014. № 1. С. 250—300.